# Voy a quedarme
Chansons représentant l’Espagne au Concours Eurovision de la chanson
Universo
(2020) SloMo
(2022)
Clip vidéo
[vidéo] « Voy a quedarme », sur YouTube
Voy a quedarme (« Je resterai ») est une chanson du chanteur espagnol Blas Cantó, sortie dans sa version actuelle le 10 février 2021. Cette chanson représente l’Espagne lors du Concours Eurovision de la chanson 2021 qui se déroule à Rotterdam, aux Pays-Bas.

## Concours Eurovision de la chanson 2021

### Sélection interne
À la suite de l'annulation du Concours Eurovision de la chanson 2020 à cause de la pandémie de Covid-19, le radiodifuseur national espagnol RTVE annonce que Blas sera à nouveau le représentant de l’Espagne pour l'édition suivante, en 2021.

### À l'Eurovision
En tant que pays du Big Five de l'Eurovision, l'Espagne est automatiquement qualifiée pour participer à la finale le 22 mai 2021. Le pays termine à la 24e place avec 6 points.